# Iwacewicze (stacja kolejowa)
Iwacewicze (biał: Станция Івацэвічы) – stacja kolejowa w Iwacewiczach, w obwodzie brzeskim, na Białorusi, w Brzeskim Oddziale Kolei białoruskich. Znajduje się na magistrali Berlin-Warszawa-Mińsk-Moskwa.
Stacja istniała przed II wojną światową. Dawniej była również stacją krańcową linii wąskotorowej do Janowa Poleskiego/Talechanów. Linia wąskotorowa obecnie nie istnieje (brak danych kiedy została ona zlikwidowana)

## Ruch pociągów
| № pociągu | Trasa                | № pociągu | Trasa                 |
| --------- | -------------------- | --------- | --------------------- |
| 027       | Moskwa — Brześć      | 028       | Brześć — Moskwa       |
| 067       | Saratów — Brześć     | 068       | Brześć — Saratów      |
| 095       | Moskwa — Brześć      | 096       | Brześć — Moskwa       |
| 103       | Nowosybirsk — Brześć | 104       | Brześć — Nowosybirsk  |
| 607       | Mińsk — Brześć       |           |                       |
| 649       | Mohylew — Brześć     | 650       | Brześć — Mohylew      |
| 651       | Mińsk — Brześć       | 652       | Brześć — Mińsk        |
| 663       | Mińsk — Brześć       | 664       | Brześć — Mińsk        |
| 667       | Mińsk — Brześć       | 668       | Brześć — Mińsk        |
| 679       | Witebsk - Brześć     | 680       | Brześć - Witebsk      |
| 761       | Baranowicze — Brześć | 762       | Baranowicze — Witebsk |
| 763       | Baranowicze — Brześć | 764       | Baranowicze — Witebsk |
| 765       | Baranowicze — Brześć | 766       | Baranowicze — Witebsk |